# 姚江水利航运设施
姚江水利航运设施及相关遗产群是浙江省宁波市一组与姚江水利和航运相关的文化遗产的组合，分布于姚江（浙东运河）各个节点，体现运河宁波段的价值和地位。2011年被列入浙江省文物保护单位，2013年其中的压塞堰遗址、小西坝旧址和大西坝旧址又被列入全国重点文物保护单位（大运河子项）。

## 组成
姚江水利航运设施及相关遗产群包含6处文化遗产，其中三处位于江北区境内，一处位于海曙区境内，另两处位于余姚市境内。
- 姚江大闸

姚江大闸位于江北区境内姚江上，建于1959年，使姚江成为内河。
- 压塞堰

压塞堰位于江北区孔浦街道，清代中后期曾经加固，主要作用为阻咸蓄淡，保证农业用水。
- 大西坝

大西坝位于海曙区高桥镇，始于宋代，现存堰坝建于1962年，沟通官山河和姚江。
- 小西坝

小西坝位于江北区慈城镇，存有新老二坝，沟通慈江和姚江。
- 浦口闸

浦口闸位于余姚市陆埠镇，建于文化大革命时期，拦截陆埠大溪。
- 丈亭三江口

丈亭三江口位于余姚市丈亭镇，为姚江、慈江汇合处，保留大量清末民初与运河有关的建筑。